# Supercoupe de Brunei de football
La Supercoupe de Brunei de football est une compétition de football créée en 2002 opposant le champion de Brunei au vainqueur de la coupe de Brunei, disputée en un match unique.

## Palmarès
| Édition | Vainqueur      | Score        | Finaliste    |
| ------- | -------------- | ------------ | ------------ |
| 2002    | DPMM Brunei    | 2 - 1        | Wijaya FC    |
| 2003    | Wijaya FC      | 1 - 0        | MS ABDB      |
| 2004    | DPMM Brunei    | 4 - 3        | MS ABDB      |
| 2007    | QAF FC         | 2 - 0        | AH United    |
| 2008    | QAF FC         | 2 - 0        | MS ABDB      |
| 2014    | MS ABDB        | 2 - 1        | Indera SC    |
| 2015    | Indera SC      | 2 - 0        | MS ABDB      |
| 2016    | MS ABDB        | 2 - 1        | Indera SC    |
| 2017    | MS ABDB        | 2 - 1        | Indera SC    |
| 2018    | Indera SC      | 2 - 1        | MS ABDB      |
| 2019    | Non disputée   | Non disputée | Non disputée |
| 2020    | Kota Ranger FC | 3 - 1        | MS ABDB      |